# 赵力之
赵力之（1915年10月12日—2012年6月11日），本名赵继祯，曾用名赵一，男，山西介休人，中华人民共和国政治人物。

## 生平
1915年10月12日，赵力之出生在山西省介休县板峪村的一家农户中。就读汾阳铭义中学时，赵力之受到牺盟会影响，参加了抗日救亡运动。1938年2月，赵力之参加了山西省抗日游击第五支队，同年9月成为中国共产党党员。1949年之前，他先后担任介休县第三区牺盟会秘书，介休县抗日政府铁北办事处主任、铁北中心区委书记，介休县抗日政府公安局长，平遥县抗日民主政府县长，岳北专署公安分局局长、中共岳北地委社会部副部长，平遥县委书记，晋中三地委宣传部副部长，晋中三地委组织部部长等。
1949年7月之后，他先后担任中共榆次地委办公室主任、太原市委省营工业党委会书记、太原市北城区委书记、太原市委常委、太原市委工业部副部长、部长，太原市委书记处书记等。文化大革命中赵力之被打倒，入狱三年。
1970年3月，赵力之恢复工作，出任太原市革委会生产组副组长。同年7月被派往大同，先后担任大同市革委会副主任、生产组组长，中共大同市委常委、革委会副主任。1973年，担任大同市革委会主任，后改任大同市委第一书记。
1977年3月，赵力之出任山西省革委会副主任、山西省人民政府副省长兼大同市委第一书记、革委会主任。1979年2月，赵力之成为山西省委常委、山西省副省长。1978年当选为第五届全国人民代表大会代表。
1983年，赵力之主动申请退出山西省委、山西省政府，1985年得到中央批准，正式离职。年近九十时，赵力之写出了《赵力之自述》。
2012年6月11日21时，赵力之因病在太原逝世，享年96岁。